# غونار هوقلند
غونار هوقلند (بالسويدية: Gunnar Höglund)‏ هو كاتب سيناريو ومخرج ومخرج وممثل سويدي، ولد في 18 فبراير 1923 في السويد، وتوفي بنفس المكان في 16 يونيو 1984.

## وصلات خارجية
- غونار هوقلند على موقع IMDb (الإنجليزية)
- غونار هوقلند على موقع أول موفي (الإنجليزية)
- غونار هوقلند على موقع قاعدة بيانات الأفلام السويدية (السويدية)
- غونار هوقلند على موقع قاعدة بيانات الفيلم (الإنجليزية)
- غونار هوقلند على موقع كينوبويسك (الروسية)